# 桃花台センター (一般財団法人)
一般財団法人桃花台センター（とうかだいセンター）は、愛知県小牧市の桃花台ニュータウン内にある施設や公園の管理・運営などを行なっている法人。

## 沿革
- 1989年7月 - 財団設立

## 事業内容
- 桃花台ニュータウン内の道路・公園・駐車場などの管理・運営。
- 商業施設ピアーレ・ピエスタの管理・運営。
- 桃花台ニュータウン内で活動するコミュニティーの支援。
- タウン誌「飛行船」の発行。　など

## 事務局
- 所管庁：愛知県知事

- 理事長：山北康雄
- 所在地：小牧市古雅1丁目1ピアーレ3階